# Mike Conaway
Kenneth Michael „Mike“ Conaway (ur. 11 czerwca 1948) – amerykański polityk, członek Partii Republikańskiej i kongresman ze stanu Teksas (w latach 2005-2021).